# Canale d’Agordo
Canale d’Agordo – miejscowość i gmina we Włoszech, w regionie Wenecja Euganejska, w prowincji Belluno.
Według danych na styczeń 2009 gminę zamieszkiwało 1211 osób przy gęstości zaludnienia 26,3 os./1 km².

## Historia
Canale d’Agordo było rodzinną miejscowością Albino Lucianiego, późniejszego papieża Jana Pawła I. W miasteczku założono fundację jego imienia (wł. Fondazione Papa Luciani Onlus), zarządzającą miejscowym muzeum (wł. Museo Albino Luciani Papa Giovanni Paolo I).
Prezydent Republiki Włoch Oscar Luigi Scalfaro odznaczył Canale d’Agordo Brązowym Medalem za Męstwo Wojskowe 9 maja 1994 roku. Medal nadano za ofiary poniesione przez ludność, w tym podczas masakry w dolinie Biois oraz za uczestnictwo w walce partyzanckiej podczas II wojny światowej.
W Canale d’Agordo urodził się biegacz narciarski Franco Manfroi.

## Miasta partnerskie
- Lacenas[4]
- Massaranduba[4]
- Wadowice[5]